# Ofițeri decorați cu ordinul „Mihai Viteazul” în Primul Război Mondial

Ordinul „Mihai Viteazul”

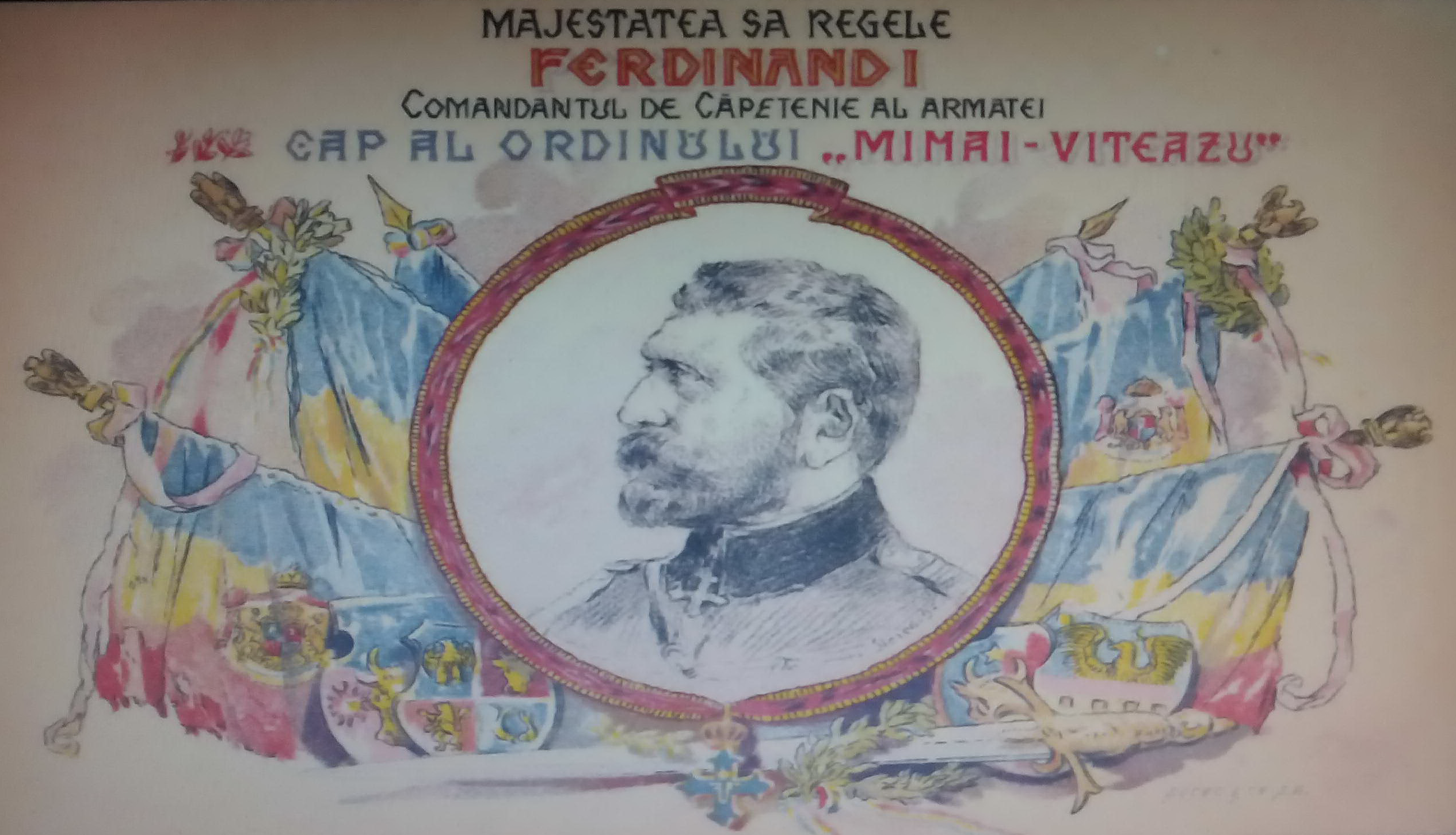
Regele Ferdinand - capul Ordinului Mihai Viteazul

Ordinul militar de război „Mihai Viteazul” a fost înființat de către regele Ferdinand I, prin Înaltul Decret nr. 3240 din 21 decembrie 1916, fiind destinat a răsplăti „faptele excepționale de război ale ofițerilor care s-au distins în fața inamicului”.
Conform decretului de înființare ordinul avea trei clase, prevăzându-se în mod expres că „nimeni nu poate obține o clasă superioară dacă nu este decorat cu clasa III”.
Pentru fapte de arme legate de participarea României la Primul Război Mondial și operațiilor militare postbelice au fost decorați un număr de 78 de ofițeri străini și 315 ofițeri români, unii dintre aceștia fiind decorați de mai multe ori. Totodată, au fost decorate drapelele de luptă a 39 de regimente.
Repartiția ofițerilor decorați pe cele trei clase ale ordinului a fost următoarea:
- ofițeri străini: 12 clasa I, 7 clasa II și 72 clasa III;
- ofițeri români: 1 clasa I, 4 clasa II și 314 clasa III.

De remarcat că un singur ofițer român a fost decorat cu toate cele trei clase ale ordinului: este vorba de generalul de corp de armată adjutant Constantin Prezan, care a comandat pe timpul războiului Armata de Nord și Marele Cartier General al Armatei României. Cu clasa a II-a au mai fost decorați, pe lângă generalul Prezan, doar alți trei generali: Alexandru Averescu, Eremia Grigorescu și Gheorghe Mărdărescu.

## Clasa I

### Ofițeri străini

#### GeneralLouis Franchet d'Esperey
Comandantul șef al Armatelor Aliate din Orient

Motivația:
„Care a repurtat prima victorie decisivă pe frontul de la Salonic, precipitând sfârșitul războiului și înlesnind realizarea unității naționale a României și a celorlalte popoare aliate.”:p. 28 bis
Înalt Decret no. 2395 din 4 octombrie 1928

#### GeneralHenri Mathias Berthelot
Șeful Misiunii Militare Franceze în România

Motivația:
„Pentru avântul cu care a condus operațiile de trecere a Dunării, în 1918, contra trupelor inamice ce ocupau Muntenia.”:p. 28 bis
Înalt Decret no. 3490 din 18 octombrie 1929

#### GeneralJoseph Joffre
Comandantul suprem al Armatei Franceze

Decorat la data de 26 noiembrie 1919. Nu este menționată o motivație specială.:p. 27
Înalt Decret no. 1090 din 26 noiembrie 1919

#### Prințul Emanuele Filiberto, Duce de Aosta
Comandantul Armatei 3 italiene

Decorat la data de 26 februarie 1919. Nu este menționată o motivație specială.:p. 27
Înalt Decret no. 671 din 26 februarie 1919

#### GeneralArmando Diaz
Șeful Statului Major General al Armatei Italiei

Decorat la data de 26 februarie 1919. Nu este menționată o motivație specială.:p. 27
Înalt Decret no. 671 din 26 februarie 1919

#### GeneralJohn Pershing
Comandantul Forțelor Expediționare Americane în Europa

Decorat la data de 30 ianuarie 1920. Nu este menționată o motivație specială.:p. 27
Înalt Decret no. 343 din 30 ianuarie 1920

#### FeldmareșalDouglas Haig
Comandantul Forței Expediționare Britanice

Decorat la data de 5 februarie 1920. Nu este menționată o motivație specială.:p. 28
Înalt Decret no. 371 din 5 februarie 1920

#### FeldmareșalEdmund Allenby
Înalt Comisar al Guvernului Britanic și comandant la Armatei Britanice din Egipt

Decorat la data de 28 februarie 1920. Nu este menționată o motivație specială.:p. 28
Înalt Decret no. 817 din 28 februarie 1920

#### MareșalFerdinand Foch
Comandant Suprem al Forțelor Aliate din Franța

Decorat la data de 14 iunie 1920. Nu este menționată o motivație specială.:p. 28
Înalt Decret no. 2597 din 14 iunie 1920

#### MareșalPhilippe Pétain
Comandant Suprem al Armatei Franceze

Decorat la data de 14 iunie 1920. Nu este menționată o motivație specială.:p. 28
Înalt Decret no. 2597 din 14 iunie 1920

#### AmiralDavid Beatty
Comandantul „Marii Flote” a Imperiului Britanic

Decorat la data de 25 septembrie 1924. Nu este menționată o motivație specială.:p. 28 bis
Înalt Decret no. 3260 din 25 septembrie 1924

#### MareșalPietro Badoglio
Șef al Statului Major General al Armatei Italiei

Decorat la data de 4 septembrie 1926. Nu este menționată o motivație specială.:p. 28 bis
Înalt Decret no. 3593 bis din 4 septembrie 1926

### Ofițeri români

#### GeneralConstantin Prezan
Șeful Marelui Cartier general al Armatei României

Motivația:
„Pentru competența cu care a dat, chiar pe câmpul de luptă, în calitate de șef de Stat Major al Înaltului Comandament și care au avut ca rezultat înfrângerea desăvârșită a maghiarilor, precum și ocuparea Budapestei, în 1919.”:p. 49
Înalt Decret no. 372 din 5 februarie 1920

## Clasa II

### Ofițeri străini

#### GeneralDmitri Șcerbaciov
Comandantul Grupului de armate ruse pe frontul românesc

Motivația:
„Pentru modul cum a conceput și pentru destoinicia cu care a pregătit operațiile de pe frontul român, din luna iulie 1917.”:p. 29
Înalt Decret no. 759 din 18 iulie 1917

#### GeneralHenri Mathias Berthelot
Șeful Misiunii Militare Franceze în România

Motivația:
„Pentru destoinicia și neobosita muncă ce a depus cu ocazia reorganizării armatei române în 1917.”:p. 28 bis
Înalt Decret no. 612 din 12 martie 1918

#### GeneralJoseph Joffre
Comandantul suprem al Armatei Franceze

Decorat la data de 22 septembrie 1917. Nu este menționată o motivație specială.:p. 29
Înalt Decret no. 1099 din 22 septembrie 1917

#### MareșalFerdinand Foch
Comandant Suprem al Forțelor Aliate din Franța

Decorat la data de 22 septembrie 1917. Nu este menționată o motivație specială.:p. 29
Înalt Decret no. 1099 din 22 septembrie 1917

#### MareșalPhilippe Pétain
Comandant Suprem al Armatei Franceze

Decorat la data de 22 septembrie 1917. Nu este menționată o motivație specială.:p. 29
Înalt Decret no. 1099 din 22 septembrie 1917

#### MareșalRobert Nivelle
Comandant Suprem al Armatei Franceze

Decorat la data de 22 septembrie 1917. Nu este menționată o motivație specială.:p. 29
Înalt Decret no. 1099 din 22 septembrie 1917

#### MareșalPietro Badoglio
Șef al Statului Major General al Armatei Italiei

Decorat la data de 28 mai 1921. Nu este menționată o motivație specială.:p. 28 bis
Înalt Decret no. 2272 din 28 mai 1921

### Ofițeri români

#### GeneralConstantin Prezan
Șeful Marelui Cartier general al Armatei României

Motivația:
„Pentru modul cum a conceput și pentru destoinicia cu care a pregătit operațiile din luna iulie 1917.”:p. 50
Înalt Decret no. 759 din 21 iulie 1917

#### GeneralAlexandru Averescu
Comandantul Armatei 2 române

Motivația:
„Pentru destoinicia cu care a condus operațiile armatei din luna iulie 1917.”:p. 50
Înalt Decret no. 759 din 21 iulie 1917

#### GeneralEremia Grigorescu
Comandantul Armatei 1 române

Motivația:
„Pentru vitejia și destoinicia cu care a reușit să stăvilească ofensiva germană de la Mărășești în vara anului 1917, luând comanda armatei în condițiuni foarte grele.”:p. 51
Înalt Decret no. 227 din 12 februarie 1918

#### GeneralGheorghe Mărdărescu
Comandantul Trupelor din Transilvania

Motivația:
„Pentru deosebita pricepere cu care a condus operațiunile ofensive din iulie 1919 și care s-au terminat cu completa înfrângere a armatelor maghiare și cu ocuparea Budapestei.”:p. 51
Înalt Decret no. 17 din 2 ianuarie 1920

## Clasa III

### Ofițeri străini
Ordinea este cea a acordării distincțiilor.:pp. 31-50
1. Căpitan Milenko Milicevici
2. Maior Mercier
3. Colonel Alexandr Bogaldin(ru)
4. Locotenent (av.) Jacobs
5. Căpitan Jean Nicolai
6. Colonel Stevan Hadžić
7. General-locotenent Anton Denikin
8. General de divizie Piotr Lomnovski
9. Colonel Vladislas Andreevski
10. Colonel Nicholai Schanschiew (rusă Николай Шаншиевич Шаншиев)
11. Colonel Hariton Butenko (rusă Харитон Ефимович Бутенко)
12. Colonel Vladimir Șumov
13. Colonel Ivan Kirienko(ru)
14. Colonel Kosinenko
15. Locotenent-colonel Emil Loust
16. Locotenent-colonel Dmitri Rusev
17. Locotenent-colonel Tatlin
18. Căpitan Ghiorghi Kobilka (rusă Георгий Петрович Кобылка)
19. Căpitan Efim Ulazovski
20. Căpitan Mihail Pavlovski
21. Căpitan Serghei Nojin
22. Locotenent Ambrozie Kalenski (rusă Амвросий Сафианович Каленский)
23. Sublocotenent Nicodim Pinciuc
24. Căpitan (av.) Georges Guynemer
25. General de cavalerie Vladimir Saharov
26. General Henri Berthelot
27. Colonel Ivan Mitrovici
28. Colonel Velibor Trebinatz
29. Locotenent-colonel Radoslav Jivkovici
30. Locotenent-colonel Alexandr Stankovici
31. Maior Ivan Kostici
32. Maior Voin Maksimovici (sârbă Војин Максимовић)
33. Maior Bosko Toskitci
34. Sublocotenent Franjo Balate
35. Sublocotenent Lonio Lovrici
36. General-locotenent Gheorghi Elcianinov
37. General de infanterie Dmitri Șcerbaciov
38. General de infanterie Alexandr Ragoza
39. General-locotenent Vladimir Sokolov(ru)
40. General-maior Godgard von Timroth(ru)
41. Locotenent (av.) Roger Lugy
42. General-maior Leonard Pogoski (rusă Леонард Алексеевич Погоский)
43. Mareșal Joseph Joffre
44. General Philippe Petain
45. General Ferdinand Foch
46. General Robert Nivelle
47. General-maior Feodor Koloacev
48. Colonel Serghei Dakosov
49. Căpitan (av.) Maurice Gond(en)
50. Colonel Mihail Jebrac(ru)
51. Căpitan (av.) Mallet
52. Colonel Pavel Kozubek (rusă Павел Иванович Козубек)
53. Căpitan Holodov
54. Căpitan Polovko
55. Căpitan Bernard Daru
56. Locotenent Patrice Binsse
57. Căpitan (av.) Augustin Mailly de Nesle
58. Maior Julien Mabilais
59. Căpitan (av.) René Fonck
60. Căpitan (av.) Charles Nungesser
61. Locotenenent-comandor Richard Bell Davies(en)
62. Maior Henry Roberts
63. Locotenenent Y. West
64. Căpitan Henri Mathes
65. General Henri Le Rond(en)
66. Locotenenent (av.) James Parkinson
67. Locotenenent (av.) Lewis Hector Ray(sl)
68. Sublocotenent Vasili Șinin
69. General de armată Pietro Badoglio
70. Contraamiral K. Sato
71. Locotenent J. Nakamura
72. General de divizie Henri Gouraud(fr)

### Ofițeri români
Ordinea este cea a acordării distincțiilor.:pp. 51-166
1. Colonel Nicolae Mărășescu
2. Colonel Ernest Broșteanu
3. Locotenent-colonel Ioan Petrescu
4. Locotenent-colonel Ioan Dumitrescu
5. Locotenent-colonel Solomon Nicolicescu
6. Locotenent-colonel Bucur Bădescu
7. Locotenent-colonel Ioan Popescu
8. Căpitan Mihail Bădescu
9. Locotenent (rz.) Virgiliu Slăvescu
10. Sublocotenent Mihai Hurmuzescu
11. Sublocotenent (rz.) Victor Constantinescu
12. Locotenent-colonel Gheorghe Cantacuzino
13. Maior Constantin Lăzărescu
14. Maior Maximilian Hergot
15. Maior Banciu Constantinescu
16. Maior Gheorghe Grău
17. Maior Victor Miclescu
18. Căpitan Nicolae Măicănescu
19. Căpitan Constantin Niculescu
20. Locotenent Anton Raicovici
21. Locotenent Nicolae Declescu
22. Locotenent Dumitru Gabrielescu
23. Locotenent (med.) Romulus Popescu
24. Sublocotenent Dumitru Pescaru
25. Sublocotenent (rz.) Constantin Niculescu
26. Sublocotenent (rz.) Constantin Cotolan
27. Căpitan Haralambie Dumitriu
28. Locotenent Nicolae Stănilă
29. Locotenent Valdemar Lăscărescu
30. Sublocotenent Ioan Mazilu
31. Sblocotenent Ioan Ștefănescu
32. General de divizie Constantin Prezan
33. General de brigadă Ioan Dragalina
34. General de brigadă Eremia Grigorescu
35. General de brigadă Paraschiv Vasilescu
36. Locotenent-colonel Nicolae Piperescu
37. Locotenent-colonel Alexandru Gorsky
38. Locotenent-colonel Dumitru Gherculescu
39. Maior Ioan Stângaciu
40. Maior Vasile Stănescu
41. Maior Iulius Checais
42. Maior Ștefan G. Ionescu
43. Căpitan Ioan Săulescu
44. Locotenent Virgiliu Mironescu
45. Locotenent (rz.) Dumitru Răiculescu
46. Locotenent Grigore Cristescu
47. Sublocotenent Nicolae C. Popescu
48. General de brigadă Constantin Scărișoreanu
49. Sublocotenent Traian M. Ionescu
50. Sublocotenent Gheorghe Pasa
51. Colonel Ioan Florescu
52. Maior Nicolae Dumitriu
53. Căpitan Ioan Popovici
54. Căpitan Calistrat Stoenescu
55. Căpitan Traian Constantinescu
56. Căpitan Constantin Bolintineanu
57. Locotenent Gheorghe Enescu
58. Căpitan Corneliu Dragalina
59. Sublocotenent Aurel C. Ștefănescu
60. Sublocotenent Gheorghe Ionescu
61. Sublocotenent (rz.) Mircea Bruteanu
62. Locotenent Nicolae Tonitza
63. Sublocotenent Nicolae Pătrășcoiu
64. Căpitan Sebastian Abramescu
65. Maior Vasile Maxim
66. Maior Gheorghe Giușcă
67. Maior Emanoil Cristodulo
68. Locotenent Preda Fundățeanu
69. Maior Ioan Berindei
70. Locotenent Vladimir Luchian
71. Locotenent Petre Jinga
72. Locotenent Ion Aramă
73. Sublocotenent Nerva Paul
74. Maior Nicolae Rădescu
75. Căpitan Gheorghe Rosin
76. Căpitan Ioan Georgescu
77. General de brigadă Dumitru Viișoreanu
78. Colonel Grigore Grecescu
79. General de brigadă (rz.) Dimitrie Lambru
80. Locotenent Constantin Zabulichi
81. Sublocotenent Ioan Nicolaide
82. Maior Ioan Georgescu
83. Căpitan Haralambie Bădescu
84. Căpitan Pârvu Boerescu
85. Sublocotenent Corneliu Obogeanu
86. Sublocotenent Ioan S. Dumitrescu
87. General de divizie Alexandru Averescu
88. Locotenent-colonel Alexandru Lupașcu
89. Maior Nicolae Cornea
90. Căpitan Nicolae Macici
91. Căpitan Gheorghe Dumitriade
92. Sublocotenent Mihail Arion
93. Sublocotenent (rz.) Gheorghe Manoilescu
94. Căpitan Gheorghe Mirodescu
95. Locotenent (av.) Ioan Peneș
96. Locotenent (rz.) Constantin Tufescu
97. Căpitan Gheorghe Iordăchescu
98. Mihail Trușculescu
99. Căpitan Petre Georgescu
100. Sublocotenent Pantelie Buzgurescu
101. Locotenent-colonel Petre Canciulescu
102. Căpitan Eugen Drăgulănescu
103. Locotenent Ion Stroja
104. Pompiliu Georgescu
105. Locotenent Constantin Văgăunescu
106. Sublocotenent Vasile Popov
107. Locotenent Aurel Pelopida
108. Căpitan Dumitru Oancea
109. Locotenent (med.) Constantin Pop
110. Colonel Ioan Dejoianu
111. Maior Constantin Radulian
112. Locotenent Petre Ioanid
113. Sublocotenent (av.) Dumitru Darian
114. Sublocotenent (av.) Ermil Gheorghiu
115. Locotenent Ermil Tăutu
116. Locotenent Emil Pălăngeanu
117. Colonel Mircea Botez
118. Maior Nicolae Sichitiu
119. Locotenent (av.) Vasile Craiu
120. Locotenent Matei Vasiliu
121. General de divizie Arthur Văitoianu
122. General de brigadă Nicolae Arghirescu
123. General de brigadă Alexandru Mărgineanu
124. General de brigadă Dumitru Stratilescu
125. Locotenent Petre Hanciu
126. Colonel Stan Constantinescu
127. Colonel Alexandru Tomoroveanu
128. Colonel Alexandru Alexiu
129. Locotenent-colonel Constantin Calotescu
130. Locotenent-colonel Mihail Butescu
131. Maior Gabriel Marinescu
132. Maior Gheorghe Bereșteanu
133. Căpitan Trifon Stoenescu
134. Căpitan Corneliu Calotescu
135. Căpitan Nicolae Turbețeanu
136. Locotenent Ștefan Chirițescu
137. Locotenent Scheiancu Popescu
138. Căpitan Marcel Ionescu
139. Sublocotenent Gheorghe Bunescu
140. Sublocotenent Gheorghe Alexandrescu
141. Sublocotenent (rz.) Ioan Bălănescu
142. Colonel Virgiliu Dumbravă
143. Locotenent-colonel Gheorghe Rasoviceanu
144. Maior Gheorghe Gheorghiu
145. Maior Gheorghe Mihail
146. Căpitan Gheorghe Bălănescu
147. Căpitan Pandele Lazăr
148. Locotenent Ioan Rădulescu
149. Maior Dumitru Izvoranu
150. Maior Arthur Vârtejanu
151. Locotenent (rz.) Ioan Neferescu
152. Locotenent (rz.) Vasile Tomega
153. Locotenent Gheorghe Bratosin
154. General de brigadă Ioan Popescu
155. General de brigadă Henry Cihoski
156. Sublocotenent (rz.) Simion Preotul
157. Sublocotenent Iosef Ciobanu
158. Principele moștenitor (lt. col.) Carol
159. Sublocotenent (rz.) Constantin Petrițopol
160. Locotenent-colonel Radu Rosetti
161. Locotenent-colonel Diamandi Genuneanu
162. Locotenent-colonel Ioan Cristofor
163. Locotenent Ioan Andreescu
164. Căpitan Constantin Loghin
165. Locotenent Gheorghe Cocargeanu
166. Căpitan Ștefan Curculescu
167. Căpitan Gheorghe Ionescu-Sinaia
168. Căpitan Teodor Radu
169. Căpitan Constantin Pantazi
170. Căpitan Ion Sipiceanu
171. Căpitan Dumitru Vrânceanu
172. Locotenent (rz.) Gavril Dănilescu
173. Locotenent (rz.) Nicolae Popescu
174. Locotenent (rz.) Ilie Georgescu
175. Căpitan Nicolae Miclescu
176. Maior Gheorghe Stanian
177. Sublocotenent Vasile Sinin
178. Căpitan Anania Păduraru
179. Căpitan Mihail Râmniceanu
180. Locotenent Radu Korne
181. Maior Constantin Ionescu
182. Sublocotenent Constantin Țenescu
183. Colonel Ludovic Mircescu
184. Colonel Marcel Olteanu
185. Colonel Romulus Scărișoreanu
186. Locotenent-colonel Dumitru Rădulescu
187. Maior Alexandru Costăchescu
188. Maior Gheorghe Hermeziu
189. Colonel Gheorghe Cornescu
190. Locotenent Anton Teodorescu
191. Locotenent-colonel Pompiliu Capeleanu
192. Căpitan Ion Sadoveanu
193. Locotenent Nicolae Gheorghiu
194. Locotenent Constantin Dumitriu
195. Sublocotenent Dumitru Mihăescu
196. Sublocotenent Constantin Ioachim
197. Sublocotenent Constantin Șteba
198. Sublocotenent Constantin Racoveanu
199. Maior Constantin Staresin
200. Căpitan Vasile Ionescu
201. Locotenent-colonel Gheorghe Rujinschi
202. Locotenent Constantin Popescu
203. Maior Petre Mareș
204. Locotenent Alexandru Gheorghiu
205. Locotenent Vasile Ghiță
206. Locotenent (rz.) Petre Gămănescu
207. Sublocotenent (rz.) Ioan Popa
208. Căpitan (rz.) Vasile Șerbănescu
209. Locotenent-colonel Constantin Oprescu
210. General de divizie Constantin Iancovescu
211. Căpitan Gheorghe Crăiniceanu
212. Căpitan Grigore Ignat
213. Locotenent Teodor Negru
214. Colonel Nicolae Rujinschi
215. General de brigadă Traian Moșoiu
216. Sublocotenent (rz.) Egon Nasta
217. Locotenent-colonel Gheorghe Dragu
218. Maior Constantin Pleșoianu
219. Căpitan Gheorghe Băgulescu
220. Sublocotenent Vasile Săvoiu
221. Locotenent Petre Georgescu
222. Locotenent (rz.) Alexandru Slătineanu
223. Locotenent (rz.) Pamfil Popescu
224. Maior Alexandru Ignătescu
225. Maior Virgil Bădulescu
226. Căpitan Traian Cerchez
227. Locotenent Grigore Clonaru
228. Locotenent (rz.) Grigore Romalo
229. Locotenent (rz.) Mihail Văgăunescu
230. Locotenent-colonel Ilie Marinescu
231. Maior Constantin D. Popescu
232. Căpitan Vasile Repanovici
233. Căpitan (rz.) Ioan Boerescu
234. Sublocotenent (av.) Gheorghe Stâlpeanu
235. Locotenent Florea Rădulescu
236. Maior Nicolae Strat
237. Maior Felix Stamatiade
238. Căpitan Eduard Giurcăneanu
239. Căpitan (av.) Grigore Gafencu
240. Căpitan (rz.) Ion Mihalache
241. Sublocotenent Marcel Drăgușanu
242. Sublocotenent (av.) Paul Mogâlea
243. Sublocotenent (rz.) Gheorghe Dondoe
244. Maior Gheorghe Niculescu
245. Maior Gheorghe Tomescu
246. Locotenent Constantin Bașta
247. Sublocotenent (rz.) Dumitru Cârlan
248. Sublocotenent (rz.) Cezar Ghinea
249. Căpitan Valeriu Constantinescu
250. Colonel Justinian Ionescu
251. Locotenent-colonel Alexandru Gheorghiu
252. Căpitan Nicolae Costescu
253. Căpitan Ilie Dumitrescu
254. Căpitan Nicolae Balaban
255. Maior Mircea Folescu
256. Locotenent (rz.) Dumitru Guiculescu
257. Locotenent (rz.) Constantin Oprișan
258. Locotenent-colonel Artaxerse Ștefănescu
259. Căpitan Dumitru Chirescu
260. Colonel Grigore Bunescu
261. Protosinghel (lt.) Justin Șerbănescu
262. Locotenent Gheorghe Ionescu
263. Locotenent Gheorghe Focșăneanu
264. Sublocotenent Roger Manu
265. Sublocotenent Nicolae Bozianu
266. Locotenent Petre Marinescu
267. Sublocotenent Gheorghe Glod
268. Sublocotenent (rz.) Ioan Petrescu
269. Locotenent Dumitru Mihail
270. General de divizie Gheorghe Mărdărescu
271. Căpitan Ștefan Dumitriu
272. General de brigadă Ștefan Panaitescu
273. General de brigadă Alexandru Constantinidi
274. Maior Dumitru Coroamă
275. Locotenent Grigore Zapan
276. Maior Constantin Cristescu
277. Sublocotenent Gheorghe Ante
278. Căpitan Vasile Dumitrescu
279. Locotenent Nicolae Berlescu
280. Locotenent Constantin Orășeanu
281. Căpitan Constantin Luca
282. Căpitan Constantin Ionescu
283. Maior Ștefan Mladin
284. Locotenent Gheorghe Iliescu
285. Colonel Ioan Tarnovschi
286. Colonel Nicolae Samsonovici
287. Maior Eugen Vârtejanu
288. Maior Sebastian Ionescu-Munte
289. Căpitan Gheorghe Constantinescu
290. Locotenent-colonel Ion Antonescu
291. General de brigadă Aristide Lecca
292. Colonel Gheorghe Moruzi
293. Maior Demostene Margaritopol
294. Locotenent Procopie Strat
295. Maior Victor Marinescu
296. Locotenent Grigore Mihăiuțiu
297. Maior Alexandru Pastia
298. Locotenent (rz.) Alexandru Iacoban
299. Colonel Victor Tomoroveanu
300. General de brigadă Cleante Davidoglu
301. General de brigadă Mihail Obogeanu
302. Maior Constantin Malamuceanu
303. Locotenent Toma Nadolu
304. Căpitan Henri Mathes
305. Locotenent Constantin Rădulescu
306. Colonel Teodor Tăutu
307. Locotenent Grigore Mihăilescu
308. Căpitan Traian Grigorescu
309. Căpitan Nicolae Magereanu
310. Sublocotenent (rz.) Gheorghe Voiculescu
311. Maior Zamfir Goescu
312. Căpitan (rz.) Ioan Stănescu
313. General de brigadă David Praporgescu
314. General de divizie Ștefan Holban